# José Carlos Ramírez
José Carlos Ramírez (Avenal, California, 12 de agosto de 1992) es un boxeador estadounidense. Es conocido por haber sido campeón unificado del peso superligero, ostentando el título del CMB (WBC) y de la WBO. Como aficionado, fue el peso ligero número uno en los Estados Unidos y representó a los EE. UU. en los Juegos Olímpicos de 2012.

## Carrera amateur
Ramírez ganó el campeonato nacional de peso ligero de los campeonatos de boxeo amateur de Estados Unidos en el Centro de Entrenamiento Olímpico de EE. UU. en Colorado Springs, Colorado. También es Campeón Nacional Jr. Golden Gloves, dos veces campeón nacional olímpico Jr. y dos veces campeón del mundo Ringside. Su familia vive actualmente en Avenal, California, donde ha vivido toda su vida. José se clasificó para representar a Estados Unidos en los Juegos Olímpicos de 2012 al derrotar al atleta olímpico de 2008 Raynell Williams 21-16 en la final de los Juegos Olímpicos de 2012 de boxeo de los Estados Unidos. Ramírez venció a Rachid Azzedine y luego perdió ante Fazliddin Gaibnazarov en los Juegos Olímpicos de verano de 2012 en Londres.

## Carrera profesional
Ramírez se convirtió en profesional en 2012 y acumuló 21 victorias consecutivas antes de enfrentar y derrotar a Amir Imam por el vacante título superligero del CMB.
Es promovido por Bob Arum.

## Récord profesional
| 27 Ganadas (17 KOs), 1 Derrota |        |                       |      |              |            |                                                               | |
| Res.                           | Record | Oponente              | Tipo | Rd., Tiempo  | Fecha      | Localidad                                                     | Notas |
| G                              | 27-1   | Jose Pedraza          | UD   | 12           | 04/03/2022 | Save Mart Center, Fresno, California                          | Gana el Título vacante de la WBO International del peso superligero.                                            |
| D                              | 26-1   | Josh Taylor           | UD   | 12           | 22/05/2021 | Virgin Hotels Las Vegas, Paradise, Nevada                     | Pierde los Títulos Mundiales de la WBC y WBO del peso superligero. Por los títulos WBA (Super), IBF y The Ring. |
| G                              | 26-0   | Viktor Postol         | MD   | 12           | 29/08/2020 | The Bubble, MGM Grand, Las Vegas                              | Retiene los Títulos Mundiales de la WBC y WBO del peso superligero.                                             |
| G                              | 25-0   | Maurice Hooker        | TKO  | 6 (12), 1:48 | 27/07/2019 | College Park Center, Arlington, Texas,                        | Defendió el Título Mundial de la WBC del peso superligero. Ganó título de la WBO.                               |
| G                              | 24-0   | Jose Zepeda           | MD   | 12           | 10/02/2019 | Save Mart Center, Fresno, California                          | Retiene el Título Mundial de la WBC del peso superligero.                                                       |
| G                              | 23–0   | Antonio Orozco        | UD   | 12           | 14/09/2018 | Save Mart Center, Fresno, California                          | Retiene el Título Mundial de la WBC del peso superligero.                                                       |
| G                              | 22–0   | Amir Imam             | UD   | 12           | 17/03/2018 | The Theater at Madison Square Garden, New York City, New York | Gana el Título Mundial vacante de la WBC del peso superligero.                                                  |
| G                              | 21–0   | Mike Reed             | KO   | 2 (10), 1:43 | 11/11/2017 | Save Mart Center, Fresno, California                          | Retiene el título WBC Continental Americas del peso superligero                                                 |
| G                              | 20–0   | Jake Giuriceo         | TKO  | 2 (10), 2:10 | 05/05/2017 | Reno-Sparks Convention Center, Reno, Nevada                   | |
| G                              | 19–0   | Issouf Kinda          | KO   | 6 (10), 0:58 | 02/12/2016 | Save Mart Arena, Fresno, California                           | Retiene el título WBC Continental Americas del peso superligero                                                 |
| G                              | 18–0   | Tomas Mendez          | KO   | 4 (10), 0:53 | 09/07/2016 | Tachi Palace Hotel & Casino, Lemoore, California              | Retiene el título WBC Continental Americas del peso superligero                                                 |
| G                              | 17–0   | Manuel Perez          | UD   | 10           | 09/04/2016 | MGM Grand Garden Arena, Paradise, Nevada                      | Retiene el título WBC Continental Americas del peso superligero                                                 |
| G                              | 16–0   | Johnny Garcia         | UD   | 8            | 05/12/2015 | Save Mart Arena, Fresno, California                           | Gana el título WBC Continental Americas del peso superligero                                                    |
| G                              | 15–0   | Ryusei Yoshida        | RTD  | 3 (8), 3:00  | 18/07/2015 | Cotai Arena, Macau, SAR                                       | |
| G                              | 14–0   | Robert Frankel        | KO   | 5 (8), 2:18  | 09/05/2015 | Selland Arena, Fresno, California                             | |
| G                              | 13–0   | Antonio Arellano      | TKO  | 6 (6), 2:50  | 13/12/2014 | Cosmopolitan of Las Vegas, Paradise, Nevada                   | |
| G                              | 12–0   | David Rodela          | KO   | 1 (8), 0:50  | 25/10/2014 | Selland Arena, Fresno, California                             | |
| G                              | 11–0   | Alfred Romero         | UD   | 8            | 02/08/2014 | Cosmopolitan of Las Vegas, Paradise, Nevada                   | |
| G                              | 10–0   | Jesús Selig           | KO   | 2 (6), 0:44  | 17/05/2014 | Selland Arena, Fresno, California                             | |
| G                              | 9–0    | Boyd Henley           | TKO  | 2 (6), 2:32  | 29/03/2014 | Texas Station Casino, Las Vegas, Nevada                       | |
| G                              | 8–0    | Javier Perez          | TKO  | 1 (6), 2:32  | 01/02/2014 | Laredo Energy Arena, Laredo, Texas                            | |
| G                              | 7–0    | Erick Hernández Perez | KO   | 1 (6), 0:47  | 09/11/2013 | West Hills College, Lemoore, California                       | |
| G                              | 6–0    | Daniel Calzada        | UD   | 4            | 28/09/2013 | StubHub Center , Carson, California                           | |
| G                              | 5–0    | Mike Maldonado        | TKO  | 1 (6), 1:06  | 17/08/2013 | Laredo Energy Arena, Laredo, Texas                            | |
| G                              | 4–0    | Christopher Williams  | TKO  | 1 (4), 1:30  | 29/06/2013 | WinStar Casino, Thackerville, Oklahoma                        | |
| G                              | 3–0    | Antonio Martinez      | UD   | 4            | 27/04/2013 | Frank Erwin Center, Austin, Texas                             | |
| G                              | 2–0    | Charlie Dubray        | TKO  | 1 (4), 1:06  | 30/03/2013 | Mandalay Bay Events Center, Paradise, Nevada                  | |
| G                              | 1–0    | Corey Seigwarth       | TKO  | 1 (4), 2:05  | 08/12/2012 | MGM Grand Garden Arena, Paradise, Nevada                      | Debut profesional                                                                                               |